# Calopteryx syriaca
Calopteryx syriaca é uma espécie de libelinha da família Calopterygidae.
Pode ser encontrada nos seguintes países: Israel, Jordânia, Libano, Territórios palestinianos e Síria.
Os seus habitats naturais são: rios e rios intermitentes.
Está ameaçada por perda de habitat.